# Мугалсараї
Мугалсараї — місто в Індії, в окрузі Чандаулі (штат Уттар-Прадеш).

## Географія
Місто розташовано за 16 км від Варанасі. Є важливим залізничним вузлом штату.